# Carpelimus punctatellus
Carpelimus punctatellus är en skalbaggsart som först beskrevs av Wilhelm Ferdinand Erichson 1840.  Carpelimus punctatellus ingår i släktet Carpelimus, och familjen kortvingar. Arten har ej påträffats i Sverige.